# Episodi di Dr. Katz, Professional Therapist (sesta stagione)
La sesta stagione della serie animata Dr. Katz, Professional Therapist, composta da 18 episodi, è stata trasmessa negli Stati Uniti, da Comedy Central, dal 15 giugno 1999 al 13 febbraio 2002.
In Italia la stagione è inedita.
| nº | Titolo originale | Prima TV USA     |
| -- | ---------------- | ---------------- |
| 1  | Sissy Boy        | 15 giugno 1999   |
| 2  | Pullman Square   | 22 giugno 1999   |
| 3  | Wisdom Teeth     | 29 giugno 1999   |
| 4  | Past Lives       | 6 luglio 1999    |
| 5  | Ben's Partay     | 13 luglio 1999   |
| 6  | Walk for Hunger  | 20 luglio 1999   |
| 7  | Used Car         | 24 dicembre 1999 |
| 8  | Ball and Chain   | 24 dicembre 1999 |
| 9  | Snow Day         | 24 dicembre 1999 |
| 10 | Garden           | 24 dicembre 1999 |
| 11 | Big TV           | 24 dicembre 1999 |
| 12 | Vow of Silence   | 24 dicembre 1999 |
| 13 | You're Belinda   | 24 dicembre 1999 |
| 14 | Radio Katz       | 24 dicembre 1999 |
| 15 | Expert Witness   | 24 dicembre 1999 |
| 16 | Bakery Ben       | 13 febbraio 2002 |
| 17 | Uncle Nothing    | 13 febbraio 2002 |
| 18 | Lerapy           | 13 febbraio 2002 |